# Sebastian Frey (Radsportler)
Sebastian Frey (* 2. Oktober 1984 in Viernheim) ist ein deutscher Radrennfahrer.
Frey gewann bei den Bahnweltmeisterschaften der Junioren 2002 die Silbermedaille im Scratch und die Bronzemedaille im Madison mit Florian Piper. Im selben Jahr wurde er Deutscher Meister im Madison mit Leonardo Pappalardo.
Auch im Erwachsenenbereich blieb Frey auf der Bahn erfolgreich. Er wurde 2006 Deutscher Meister im Punktefahren der Elite und bestritt mehrere Sechstagerennen.
Auf der Straße gewann Frey 2005 einen Abschnitt des internationalen Etappenrennens Stuttgart–Straßburg. 2006 wurde er deutscher U23-Vizemeister. In der Gesamtwertung der Internationalen Deutschen Meisterschaft belegte er am Ende der Saison den achten Platz in der U23-Wertung.

## Erfolge
2002
- Junioren-Weltmeisterschaft – Zweier-Mannschaftsfahren
- Junioren-Weltmeisterschaft – Scratch
- Deutscher Juniorenmeister – Zweier-Mannschaftsfahren
- Deutsche Junioren-Meisterschaft – Punktefahren
- Junioren-Europameisterschaft – Punktefahren

2005
- eine Etappe Stuttgart–Straßburg

2006
- Deutscher Meister – Punktefahren
- Deutsche U23-Meisterschaft – Straßenrennen

## Teams
- 2006–2008 Team Sparkasse
- 2009 Continental Team Milram